# Armadilloniscus lanyuensis
Armadilloniscus lanyuensis là một loài chân đều trong họ Detonidae. Loài này được Kwon & Wang miêu tả khoa học năm 1996.